# Lijst van vicepresidenten van Zuid-Afrika
De vicepresident van Zuid-Afrika (Engels: Deputy President of South Africa; Afrikaans: Adjunkpresident) treedt op als plaatsvervanger van de president wanneer de laatste niet in staat is om zijn ambt uit te oefenen (bijvoorbeeld bij ziekte of wanneer de president in het buitenland is). Naast zijn of haar functie als plaatsvervanger, assisteert de vicepresident de president ook.
Van 1994 tot 1996 werd het ambt door twee personen ingevuld. De eerste vrouw in Zuid-Afrika die het ambt van vicepresident vervulde was Phumzile Mlambo-Ngcuka van het Afrikaans Nationaal Congres (ANC). Zij zetelde van 2005 tot 2008.
Het vicepresidentschap kent geen vastgestelde ambtstermijn: De president benoemt de vicepresident uit het midden van de Nationale Vergadering (National Assembly) waarna de ambtstermijn begint.
De vicepresident kan op vier manieren uit zijn ambt worden gezet: ontslag door de president, door een motie van wantrouwen van de Nationale Vergadering, het opzeggen van het vertrouwen van de president in de vicepresident en vrijwillig ontslag.

## Lijst van vicepresidenten van Zuid-Afrika
| Nr. | Vicepresident | Vicepresident                                             | Ambtstermijn      | Ambtstermijn      | Partij          | President         |
| --- | ------------- | --------------------------------------------------------- | ----------------- | ----------------- | --------------- | ----------------- |
| 1   |               | Frederik Willem de Klerk (1936–2021) Eerste vicepresident | 10 mei 1994       | 30 juni 1996      | Nasionale Party | Nelson Mandela    |
| 2   |               | Thabo Mbeki (1942) Tot juni 1996 tweede vicepresident     | 10 mei 1994       | 17 juni 1999      | ANC             | Nelson Mandela    |
| 3   |               | Jacob Zuma (1942)                                         | 17 juni 1999      | 14 juni 2005      | ANC             | Thabo Mbeki       |
| 4   |               | Phumzile Mlambo-Ngcuka (1955)                             | 23 juni 2005      | 25 september 2008 | ANC             | Thabo Mbeki       |
| 5   |               | Baleka Mbete (1949)                                       | 25 september 2008 | 9 mei 2009        | ANC             | Kgalema Motlanthe |
| 6   |               | Kgalema Motlanthe (1949)                                  | 9 mei 2009        | 25 mei 2014       | ANC             | Jacob Zuma        |
| 7   |               | Cyril Ramaphosa (1952)                                    | 25 mei 2014       | 15 februari 2018  | ANC             | Jacob Zuma        |
| 8   |               | David Mabuza (1960)                                       | 27 februari 2018  | 28 februari 2023  | ANC             | Cyril Ramaphosa   |
| 9   |               | Paul Mashatile (1961)                                     | 7 maart 2023      | huidig            | ANC             | Cyril Ramaphosa   |